# تكامل إقليمي

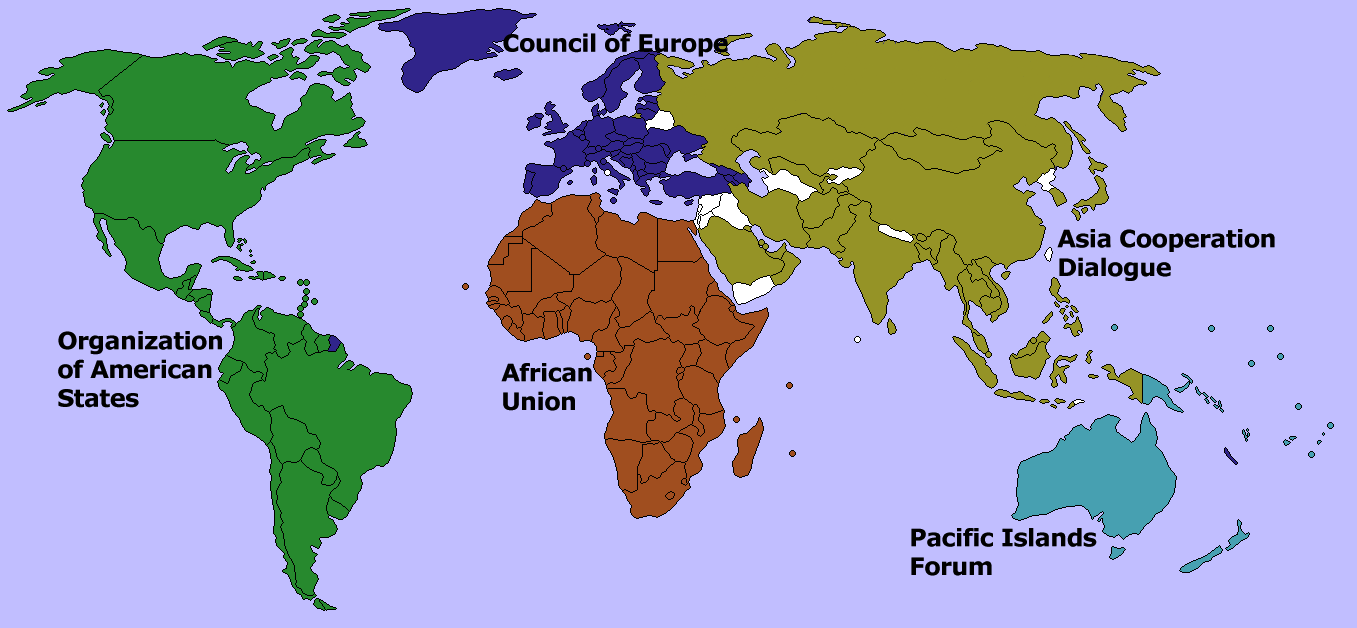
المنظمات التي تجمع تقريبا جميع البلدان في قاراتها. ويلاحظ أن روسيا عضو في كل من مجلس أوروبا وحوار التعاون الآسيوي، وأعيدت كوبا كعضو في منظمة الدول الأمريكية في عام 2009.

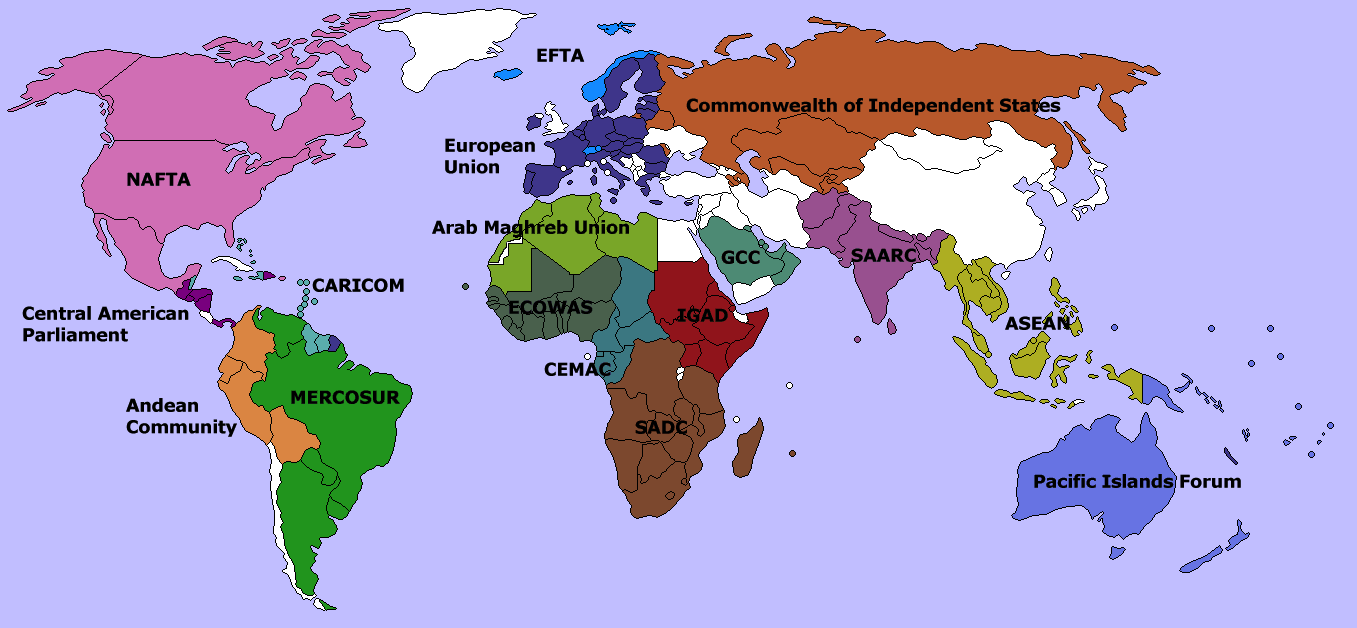
عدد من المنظمات الإقليمية الأصغر حجما ذات العضوية غير المتداخلة.

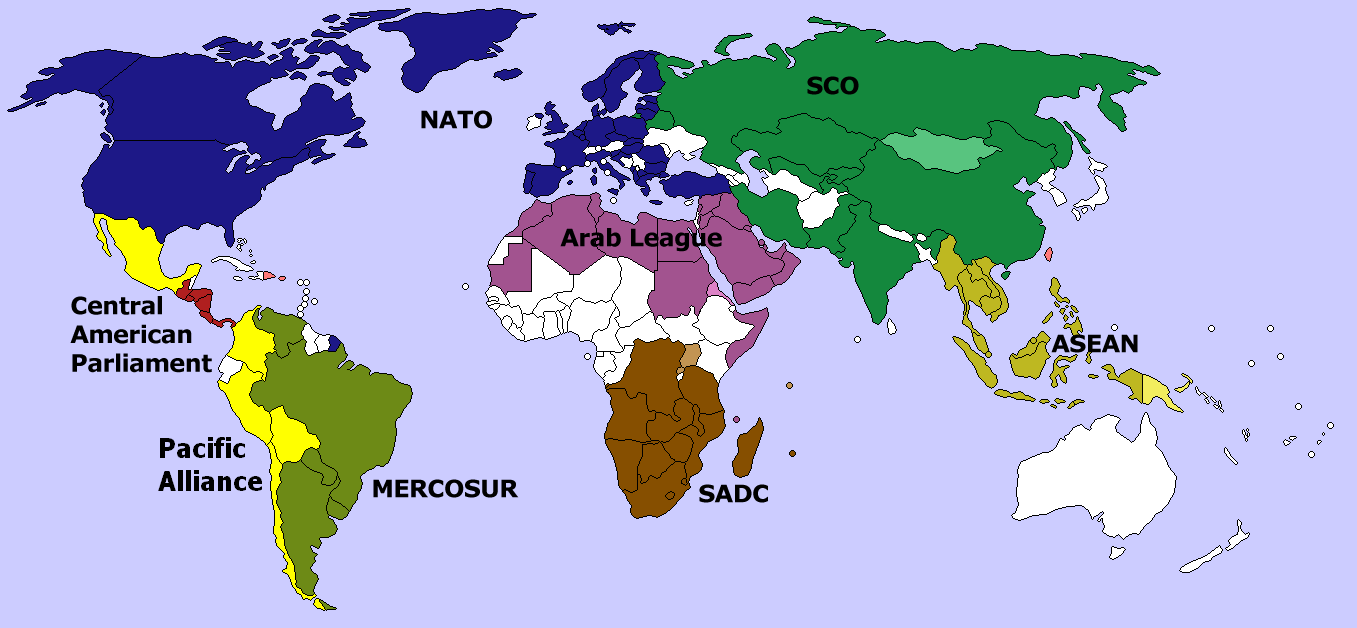
العديد من التحالفات الكبيرة غير المتداخلة. تشير الألوان الأكثر دفئا إلى البلدان المراقبة / المنتسبة أو المرشحة.

التكامل الإقليمي هو عملية تدخل الدول المجاورة في اتفاق من أجل تحسين التعاون من خلال المؤسسات والقواعد المشتركة. ويمكن أن تتراوح أهداف الاتفاق من اقتصادية إلى سياسية إلى بيئية، على الرغم من أنها اتخذت عادة شكل مبادرة الاقتصاد السياسي حيث تكون المصالح التجارية هي محور تحقيق أهداف اجتماعية وسياسية وأمنية أوسع، على النحو الذي حددته الحكومات الوطنية. وتم تنظيم التكامل الإقليمي إما عن طريق الهياكل المؤسسية فوق الوطنية أو من خلال اتخاذ القرارات الحكومية الدولية، أو مزيج من الاثنين معا.
وكثيرا ما ركزت الجهود التي بذلت في الماضي على التكامل الإقليمي على إزالة الحواجز التي تعترض سبيل التجارة الحرة في المنطقة، مما يزيد من حرية حركة الأشخاص والعمل والسلع ورؤوس الأموال عبر الحدود السياسية، مما يقلل من احتمال نشوب نزاع مسلح إقليمي على سبيل المثال من خلال الثقة والأمن، تدابير البناء، واعتماد مواقف إقليمية متماسكة بشأن قضايا السياسات، مثل البيئة وتغير المناخ والهجرة.
وتشير التجارة البينية الإقليمية إلى التجارة التي تركز على التبادل الاقتصادي في المقام الأول بين بلدان المنطقة نفسها أو المنطقة الاقتصادية. وفي السنوات الأخيرة، قامت البلدان في إطار نظم التجارة الاقتصادية مثل رابطة أمم جنوب شرق آسيا في جنوب شرق آسيا، على سبيل المثال، بزيادة مستوى التجارة وتبادل السلع الأساسية فيما بينها، مما يخفض من حدة التضخم والحواجز التعريفية المرتبطة بالأسواق الخارجية مما يؤدي إلى ازدهار النمو.

## نظرة عامة
وقد تم تعريف التكامل الإقليمي على أنه العملية التي تقوم من خلالها الدول الوطنية «بالاختلاط الطوعي ودمجها وتخلطها مع جيرانها لفقدان السمات الواقعية للسيادة مع اكتساب تقنيات جديدة لحل الصراعات فيما بينها». ويصف «دي لومبايرد» و«فان لانجنهوف» هذه الظاهرة العالمية بأنها أنظمة إقليمية تزيد من التفاعل بين مكوناتها وتخلق أشكالا جديدة من التنظيم، تتشارك مع الأشكال التقليدية للمنظمات التي تقودها الدولة على المستوى الوطني. ويرى بعض العلماء أن التكامل الإقليمي هو ببساطة العملية التي تزيد بها الدول داخل منطقة معينة مستوى تفاعلها فيما يتعلق بالقضايا الاقتصادية أو الأمنية أو السياسية أو الاجتماعية والثقافية.
وباختصار، فإن التكامل الإقليمي هو انضمام فرادى الدول داخل منطقة إلى منطقة أكبر. وتعتمد درجة التكامل على استعداد الدول المستقلة ذات السيادة والتزامها بتقاسم سيادتها. إن التكامل العميق الذي يركز على تنظيم بيئة الأعمال بمعنى أعم يواجه صعوبات كثيرة.
وقال «فان لانجنهوف» أن مبادرات التكامل الإقليمي يجب أن تحقق ثمان مهام هامة على الاقل:
- تعزيز التكامل التجاري في المنطقة.
- تهيئة بيئة مواتية ملائمة لتنمية القطاع الخاص.
- تطوير برامج البنية التحتية دعما للنمو الاقتصادي والتكامل الإقليمي.
- تنمية مؤسسات القطاع العام القوية والحكم الرشيد.
- الحد من الاستبعاد الاجتماعي، وإقامة مجتمع مدني شامل للجميع.
- المساهمة في السلام والأمن في المنطقة.
- بناء برامج بيئية على الصعيد الإقليمي.
- تعزيز تفاعل المنطقة مع مناطق العالم الأخرى.

وأدت أزمة نظام ما بعد الحرب إلى ظهور هيكل سياسي عالمي جديد. هذا الهيكل السياسي العالمي الجديد قد عفا عليه الزمن مفهوم ويستفاليا الكلاسيكي لنظام الدول ذات السيادة لفهم السياسة العالمية. لقد أصبح مفهوم السيادة أكثر سوءاً، ولم تعد التعاريف القانونية القديمة للقوة النهائية والمستقلة تماما للدولة القومية
فإن السيادة ذات المغزى، التي اكتسبت معنى كتأكيد على الهوية الثقافية، فقدت المعنى كسلطة على الاقتصاد. وقد بنيت جميع مشاريع التكامل الإقليمي خلال الحرب الباردة على نظام الدولة في ويستفاليا وكانت مصممة لخدمة النمو الاقتصادي والدوافع الأمنية في مساعدتها لأهداف بناء الدولة. إن التكامل الإقليمي والعولمة ظاهرتان تحدتا النظام العالمي القائم من قبل على أساس دول ذات سيادة منذ بداية القرن الحادي والعشرين. وتؤثر العمليتان تأثيرا عميقا على استقرار نظام الدولة في ويستفاليا، مما يسهم في كل من الفوضى والنظام العالمي الجديد.
وكثيرا ما كانت الحكومات تنظر إلى تكامل أوثق بين الاقتصادات المجاورة كخطوة أولى نحو إيجاد سوق إقليمية أكبر للتجارة والاستثمار. ويدعى أن ذلك يحفز على زيادة الكفاءة وزيادة الإنتاجية والقدرة التنافسية، ليس فقط بتخفيض الحواجز الحدودية، بل عن طريق خفض التكاليف والمخاطر الأخرى للتجارة والاستثمار. وقد دعت الحكومات إلى اتخاذ ترتيبات تجارية ثنائية ودون إقليمية كأدوات للتنمية الاقتصادية، حيث أنها صممت لتشجيع إلغاء القيود الاقتصادية. وتهدف هذه الاتفاقات أيضا إلى الحد من خطر الانتكاس نحو الحمائية، وإدخال الإصلاحات التي أجريت بالفعل، والتشجيع على إجراء المزيد من التكيف الهيكلي.
ويرى البعض أن الرغبة في تحقيق تكامل أوثق ترتبط عادة برغبة أكبر في فتح دول الأمة للعالم الخارجي، أو أن التعاون الاقتصادي الإقليمي يجري السعي إليه كوسيلة لتعزيز التنمية من خلال زيادة الكفاءة، بدلا من أن يكون وسيلة لإضعاف الآخرين. ويزعم أيضا أن أعضاء هذه الترتيبات يأملون في أن ينجحوا في بناء دعائم للتقدم مع مجموعة متزايدة من الشركاء وإلى بيئة عالمية أكثر حرية وشفافية عموما للتجارة والاستثمار، وأن هذا التكامل ليس غاية في حد ذاته، بل وعملية لدعم استراتيجيات النمو الاقتصادي، وزيادة المساواة الاجتماعية، وإرساء الديمقراطية. غير أن استراتيجيات التكامل الإقليمي التي تتبعها المصالح الاقتصادية والوطنية، ولا سيما في السنوات الثلاثين الماضية، كانت محل نزاع شديد على نطاق المجتمع المدني. ولا توجد أدلة قاطعة تشير إلى أن استراتيجيات إلغاء الضوابط الاقتصادية أو زيادة حماية المستثمرين المنفذة كأشكال من التكامل الإقليمي قد نجحت في الإسهام في «التقدم» في النمو الاقتصادي المستدام، حيث ازداد عدد الأزمات الاقتصادية في العالم تواترا وعلى مدى العقود الماضية. وهناك أيضا أدلة متزايدة على أن أشكال التكامل الإقليمي التي تستخدمها الدول القومية قد أدت بالفعل إلى تفاقم عدم المساواة الاجتماعية وتقلص المساءلة الديمقراطية. وبسبب التناقض المستمر بين الوعود القديمة للتكامل الإقليمي والخبرة العالمية الحقيقية، فإن الطلب من جميع أنحاء العالم زاد المجتمع المدني من أجل أشكال بديلة للتكامل الإقليمي.
وتشكل ترتيبات التكامل الإقليمي جزءا لا يتجزأ من النظام الاقتصادي العالمي الحالي، وأصبح هذا الاتجاه الآن مستقبلا معترفا به على الساحة الدولية. وقد حقق معنى جديدا وأهمية جديدة. وترتيبات التكامل الإقليمي هي أساسا نتيجة الضرورة التي تشعر بها الدول القومية لإدماج اقتصاداتها من أجل تحقيق تنمية اقتصادية سريعة، وتخفيض حدة الصراع، وبناء الثقة المتبادلة بين الوحدات المتكاملة. نظام الدولة القومية، الذي كان النمط السائد للعلاقات الدولية منذ السلام في ويستفاليا في 1648 يتطور نحو نظام تتزايد فيه التجمعات الإقليمية للدول أهمية متزايدة تجاه الدول ذات السيادة. وقد جادل البعض بأن فكرة الدولة وسيادتها قد أصبحت غير ذات صلة بالعمليات التي تجري على المستويين العالمي والمحلي. ويرى والتر ليبمان أن "الأعضاء الحقيقيين في النظام الدولي للمستقبل هم مجتمعات الدول". ويرى كار أن ليبمان ينظر إلى صعود التنظيم الإقليمي والترتيبات الإقليمية، وعلق قائلا: "من المرجح أن يصبح مفهوم السيادة في المستقبل أكثر وضوحا وغير محدد مما هو عليه الآن.

## اتفاقيات التكامل الإقليمي
قد أدت اتفاقيات التكامل الإقليمي إلى تطورات رئيسية في العلاقات الدولية بين بلدان عديدة، وعلى وجه التحديد زيادة في التجارة واستثمار الدوليين وتشكيل تكتلات تجارية إقليمية. إن التكامل الإقليمي، بوصفه عنصرا أساسيا في عملية العولمة المتعددة الأوجه، كان تطورا رئيسيا في العلاقات الدولية في السنوات الأخيرة. وعلى هذا النحو، اكتسبت اتفاقيات التكامل الإقليمي أهمية كبيرة. ولا تقتصر جميع الدول الصناعية على جزء من هذه الاتفاقايت فحسب، بل إن عددا كبيرا من الدول النامية أيضا جزء من دولة واحدة على الأقل، وفي حالات أكثر من اتفاق من هذا القبيل.
الهدف الرئيسي من هذه الاتفاقيات هو الحد من الحواجز التجارية بين تلك الدول المعنية، ولكن الهيكل قد يختلف من اتفاق إلى آخر. وكان لإزالة الحواجز التجارية أو تحرير العديد من الاقتصادات آثارا متعددة، بل زاد في بعض الحالات من الناتج المحلي الإجمالي، ولكنه أدى أيضا إلى زيادة التفاوت العالمي وتركيز الثروة وتزايد حدة الأزمات الاقتصادية وكثافتها.
وقد ازداد عدد الاتفاقات المتفق عليها بموجب قواعد منظمة التجارة العالمية والموقعة في كل سنة زيادة كبيرة منذ التسعينيات. وكان هناك 194 اتفاقا تمت المصادقة عليها في عام 1999، وتضمنت 94 اتفاقا في أوائل التسعينات.
وقد شهدت السنوات القليلة الماضية تغيرات نوعية وكمية كبيرة في الاتفاقيات المتعلقة بخطة التكامل الإقليمي. وكانت أهم ثلاثة تغييرات رئيسية هي:
- التكامل العميق.
- الإقليمية المغلقة لفتح النموذج.
- ظهور الكتل التجارية.

## كتل التجارية
يميل مجامع التجارة إلى استخلاص بعض التكافؤ بين البلدان الصناعية ذات الدخل المرتفع والبلدان النامية التي لديها قاعدة دخل أقل بكثير حيث تميل إلى العمل كشركاء متساوين في إطار هذا النظام. وقد نشأ مفهوم الشركاء المتساويين من مفهوم توفير الدعم للاقتصادات إلى جميع البلدان. ثم توافق البلدان المختلفة على أنها ستساعد الاقتصادات على الحفاظ على ميزان التجارة والتجارة في بلدانها.
ومن الأمثلة الهامة على ذلك منطقة التجارة الحرة لأمريكا الشمالية، التي شكلت في عام 1994 عندما تم تمديد اتفاق التجارة الحرة بين كندا الولايات المتحدة إلى المكسيك. وثمة مثال آخر حيوي يجب أن يرتبط بالاقتصادات التي تمر بمرحلة انتقالية في أوروبا الشرقية من خلال اتفاقات أوروبا. ووقعت اتفاقات مع غالبية دول البحر المتوسط من قبل الاتحاد الجمركي بين الاتحاد الأوروبي وتركيا وسياسة البحر الأبيض المتوسط. هي شبكة من المجتمع المدني والحركة الاجتماعية والمنظمات المجتمعية من جميع أنحاء العالم، تدعو إلى أشكال بديلة للتكامل الإقليمي. ويسعى المركز إلى «تعزيز تبادل الخبرات بشأن البدائل الإقليمية بين الحركات الاجتماعية ومنظمات المجتمع المدني من آسيا وأفريقيا وأمريكا الجنوبية وأوروبا». وعلاوة على ذلك «تهدف إلى المساهمة في فهم التكامل الإقليمي البديل كاستراتيجية رئيسية لمكافحة العولمة النيوليبرالية وتوسيع القاعدة بين الفاعلين الاجتماعيين الرئيسيين من أجل النقاش السياسي والعمل حول التكامل الإقليمي» وتعميق الديمقراطية العالمية.
ويهدف هذا البرنامج إلى «بناء عمليات عبر إقليمية لتطوير مفهوم» تكامل الناس «، وتوضيح تطوير تحليلات وأفكار جديدة بشأن القضايا الإقليمية الرئيسية، ويناقش مشاكل التكامل الإقليمي النيوليبرالي وحدود نموذج التكامل القائم على التصدير، مشاركة وتطوير تكتيكات واستراتيجيات مشتركة من أجل المشاركة الحرجة مع عمليات التكامل الإقليمي وتطوير بدائل الناس». شبكة تضامن الشعوب في الجنوب الأفريقي (جنوب أفريقيا).
وتهدف المبادرة إلى تطوير هذه الشبكات ودعم جهودها الرامية إلى استعادة الديمقراطية في المناطق، وإعادة إنشاء عمليات التكامل الإقليمي، والنهوض بالبدائل الإقليمية التي تركز على الناس. في الفيديو الأزمات العالمية، الحلول الإقليمية تقول الشبكة أن التكامل والتعاون الإقليميين ضروريان لمعالجة أبعاد الأزمات العالمية. ويدعو الفيديو أيضا البلدان إلى زيادة اعتمادها على الأسواق العالمية، وزيادة النمو العالمي والفقر والتدمير البيئي، وهو ما ينتج عن زيادة عدم المساواة والاضطرابات الاجتماعية. ويضيف أن التكامل الإقليمي ينبغي أن يكون أكثر بكثير من التعاون الاقتصادي الكلي بين الدول والشركات؛ فإنه ينبغي حمايتها وينبغي أن تعززها الولايات المتحدة.

## الإقليمية المغلقة لفتح النموذج
قد نشأ التحول من نظام إقليمي مغلق إلى نموذج أكثر انفتاحا من أن قسم التكتلات التجارية الذي أنشئ بين البلدان النامية خلال الستينيات والسبعينيات استند إلى نماذج محددة معينة مثل الاستعاضة عن الواردات بأنها فضلا عن الاتفاقات الإقليمية المقترنة بانتشار الحواجز التجارية الخارجية المرتفعة عموما. والجوانب الإيجابية لهذا التحول هي أن هناك بعض إعادة هيكلة بعض الاتفاقات القديمة. وتميل الاتفاقات إلى المضي قدما في نهجها الخارجي، فضلا عن إظهار التزامها بمحاولة النهوض بالتجارة الدولية والتجارة بدلا من محاولة وضع حد لها عن طريق رقابة صارمة.

## روابط خارجية
- نحو الوحدة
- مركز التكامل الإقليمي الاسيوي
- People's Agenda for Alternative Regionalisms